# Colaptes campestris
Colaptes campestris là một loài chim trong họ Picidae.
Loài gõ kiến này được tìm thấy trong một loạt các môi trường sống mở và bán mở ở phía đông Brazil, Bôlivia, Paraguay, Uruguay và đông bắc Argentina, với các quần thể biệt lập ở Amapá và miền nam Suriname. Mặc dù nó thường xuyên có thể được nhìn thấy trong cây hoặc bụi rậm, nhưng đó là một trong số rất ít chim gõ kiến dành một phần đáng kể cuộc sống của nó trên mặt đất. Chúng sinh sản trong các lỗ trên cây, gò mối hoặc bờ đất. Chúng thường là phổ biến và do đó được IUCN coi là loài ít quan tâm.

## Hình ảnh

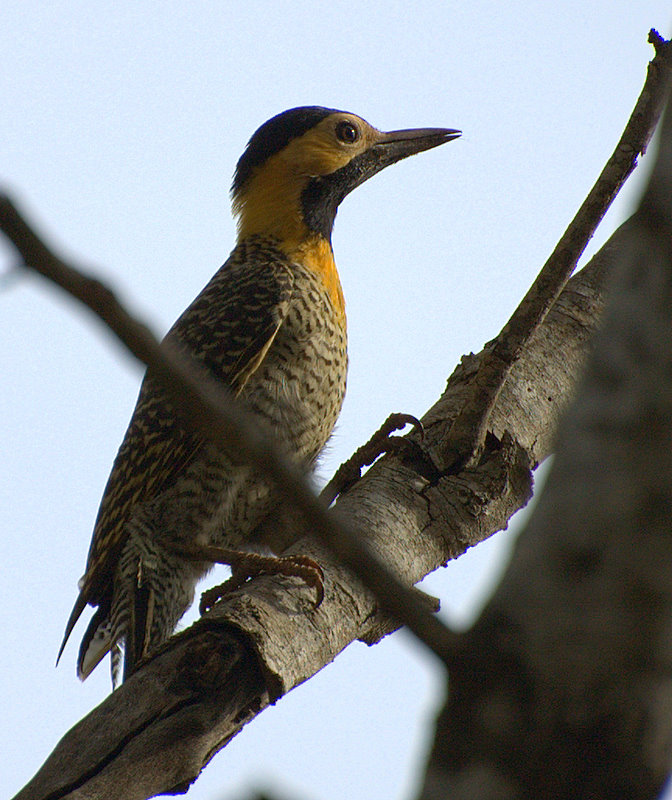
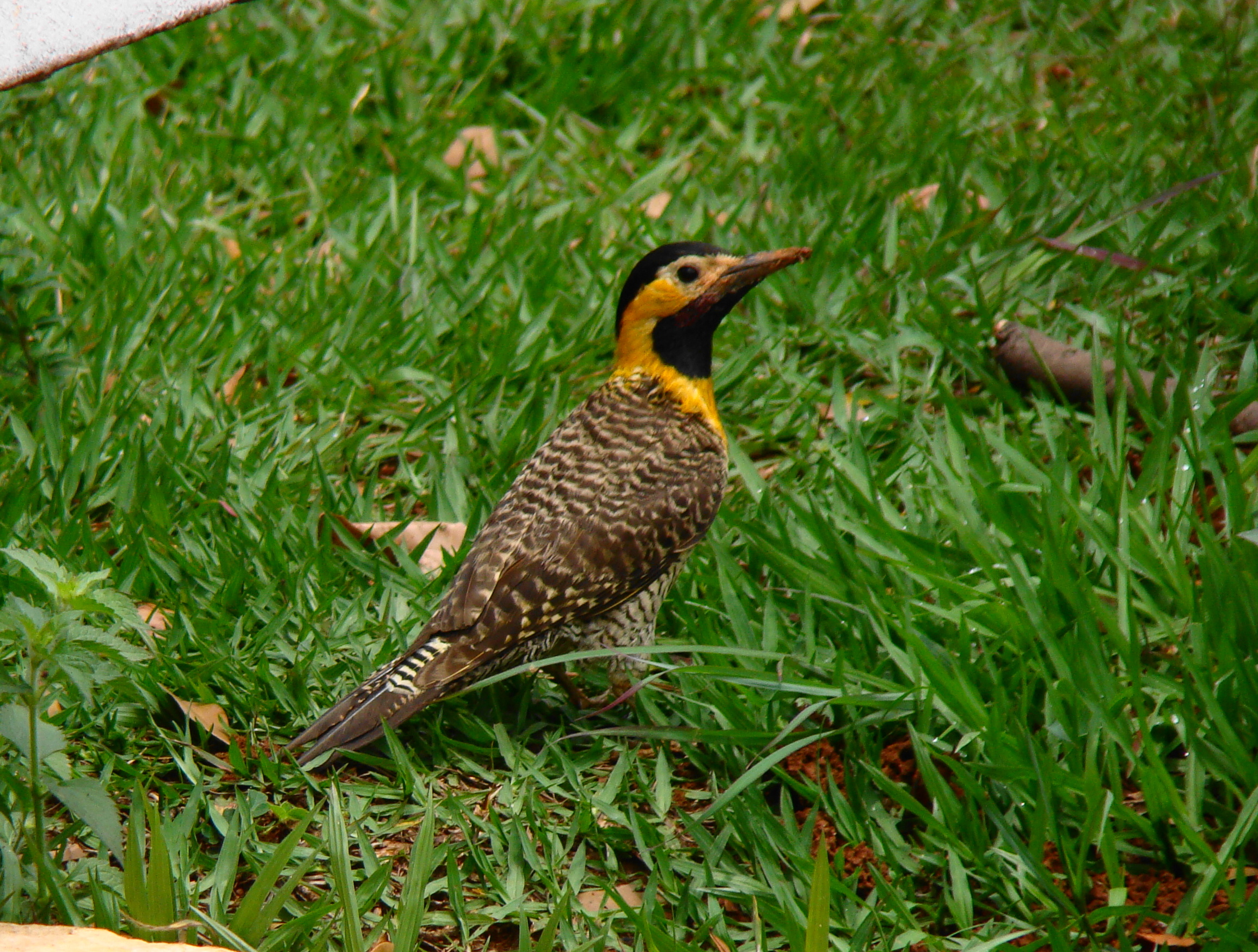
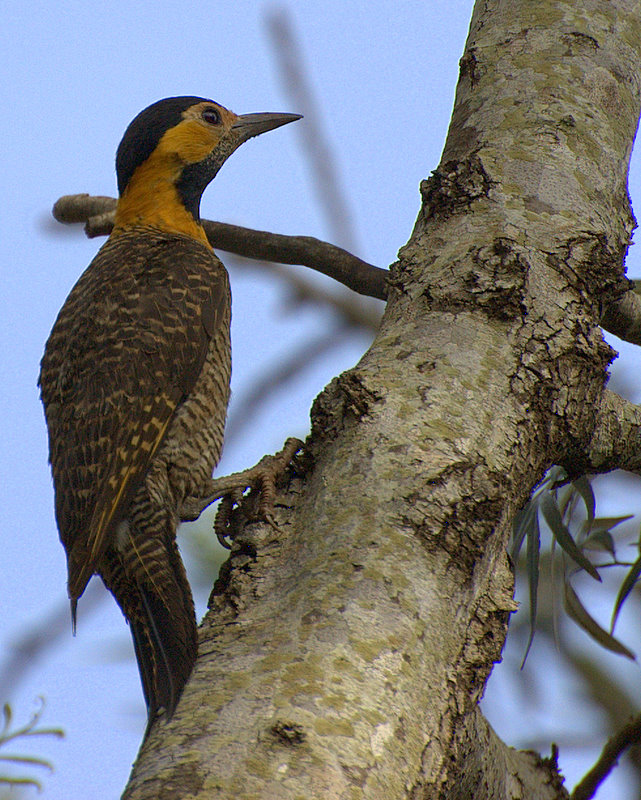
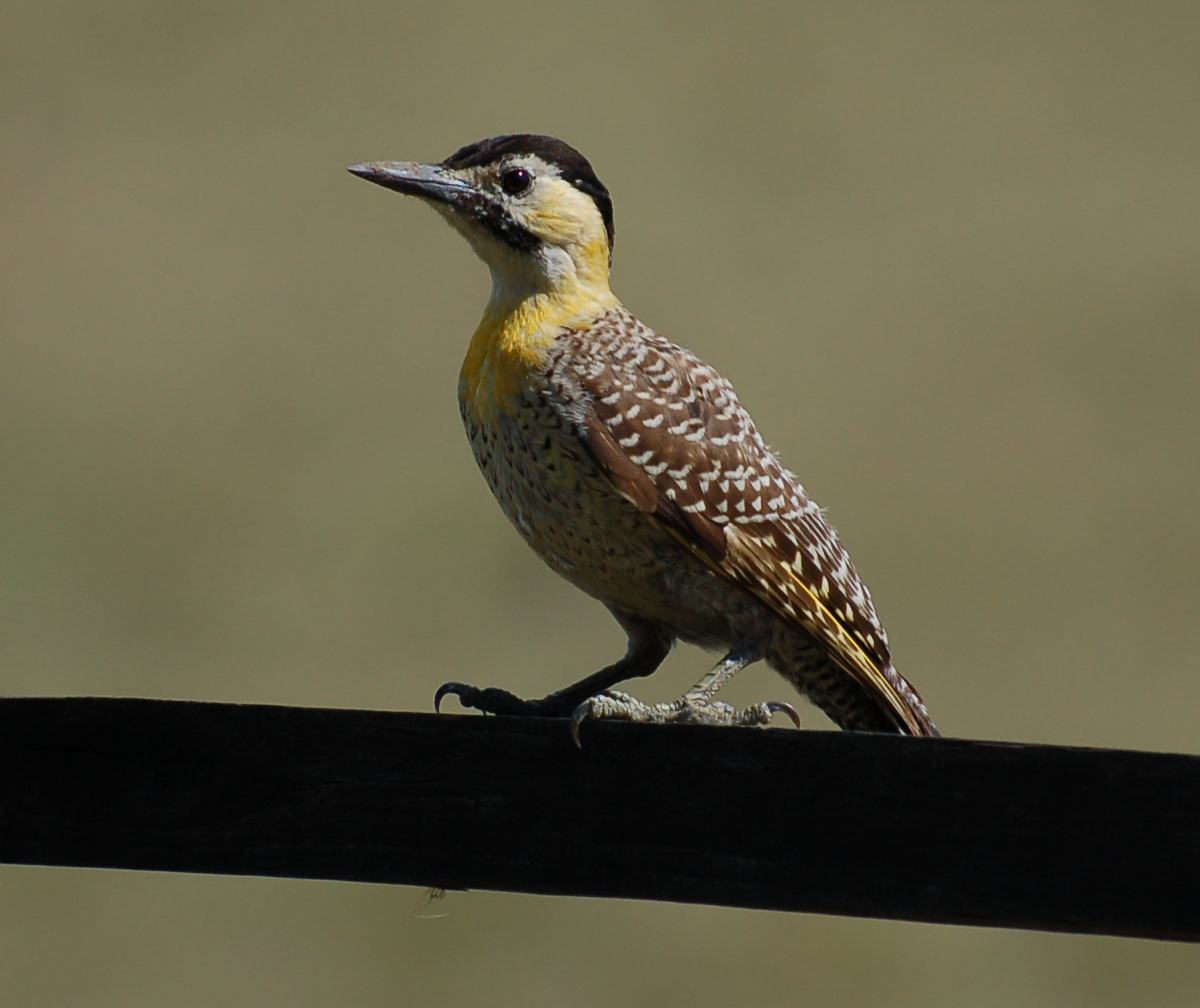
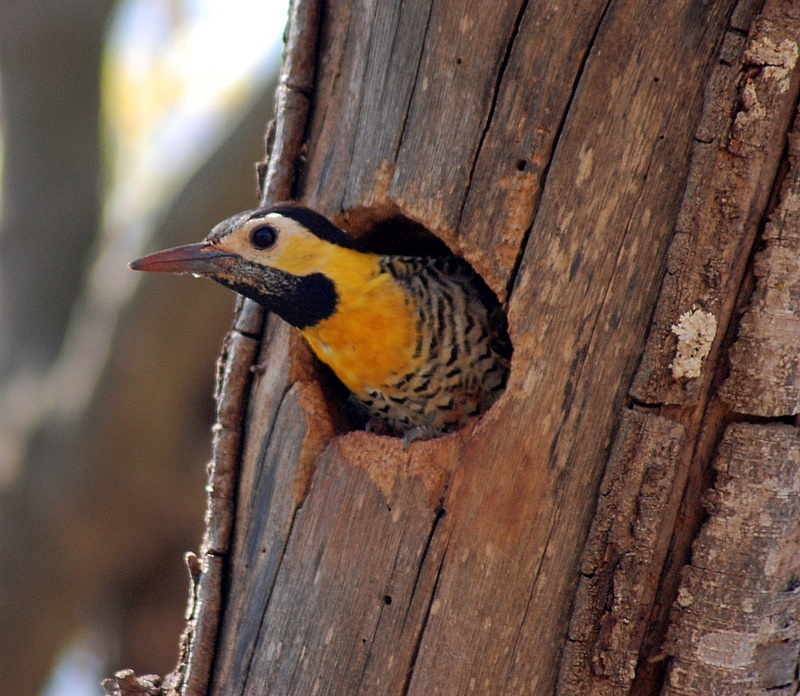